# Коркеасаари (зоопарк)
Зоопа́рк Ко́ркеасаари (фин. Korkeasaaren eläintarha, швед. Högholmens djurgård) — один из самых северных и старейших зоопарков Европы, расположенный на острове Коркеасаари, к востоку от центра Хельсинки в Финляндии. Символом зоопарка является снежный барс.
Зоопарк является членом Всемирной ассоциации зоопарков и аквариумов (WAZA), Европейской ассоциации зоопарков и аквариумов (EAZA), Международного союза охраны природы (IUCN) Международной ассоциации педагогов зоопарков (IZEA), а также активным участником Европейской программы по сохранению вымирающих видов (EEPs).
Площадь зоопарка составляет более 22 гектаров. На начало 2007 года его коллекция насчитывала около 200 видов животных (из них 20 видов редких и вымирающих), а общая численность — более 2 тысяч особей и свыше 1 тысячи видов растений.
Зоопарк функционирует круглогодично и является одной из самых популярных достопримечательностей финской столицы. Летом с Рыночной площади Хельсинки к зоопарку регулярно ходит паром. Также добраться до зоопарка можно на метро (станция «Кулосаари») или автобусе № 16.
Несколько лет, в зимнее время, в зоопарке проводился международный конкурс скульптуры изо льда.

## История

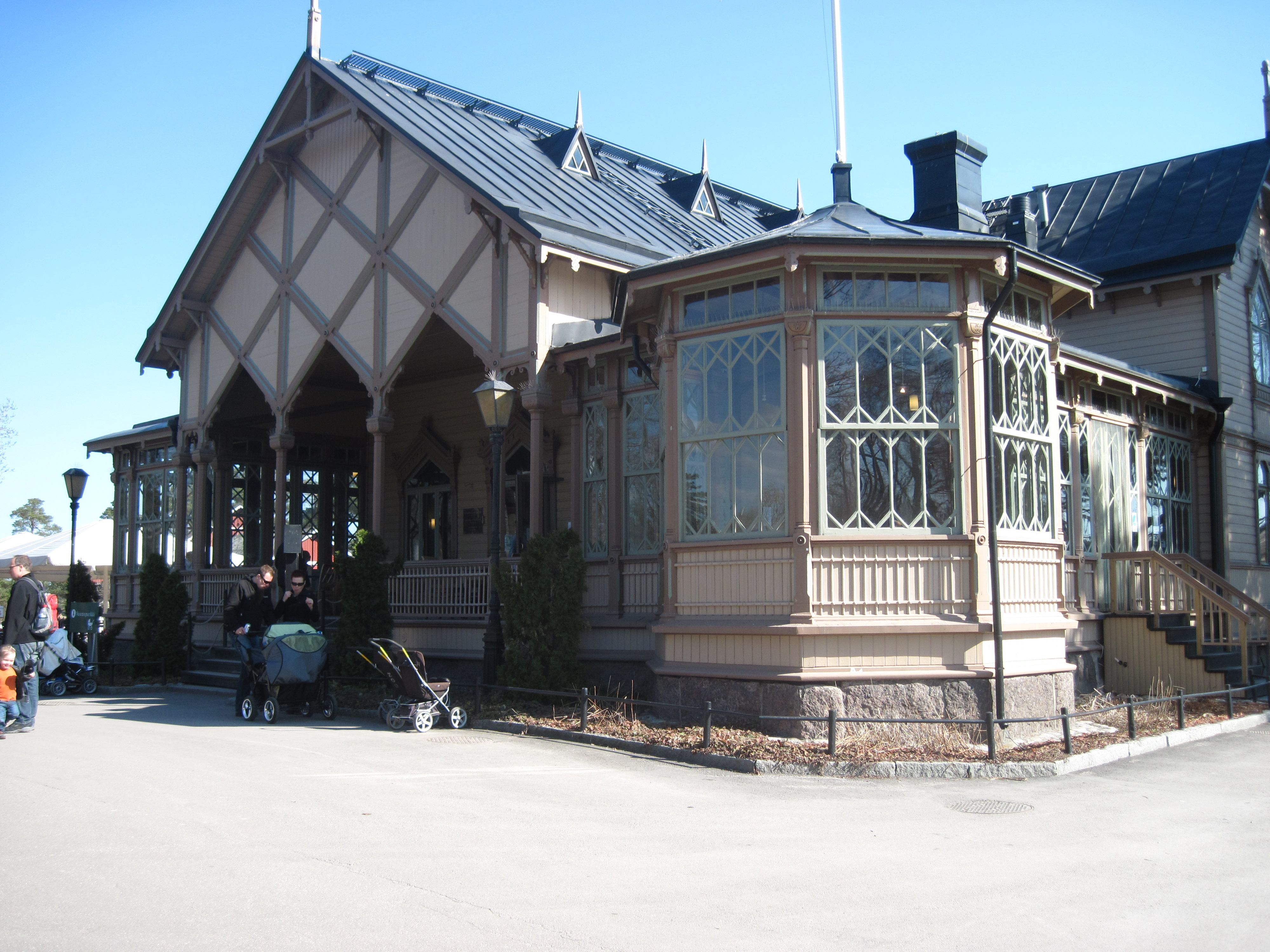
Ресторан «Pukki»

В 1865 году в Хельсинки было открыто паромное сообщение с островом Коркеасаари, пользовавшимся популярностью среди горожан в качестве места для отдыха. В 1884 году на острове начал действовать ресторан «Pukki» (открыт в летнее время на территории зоопарка до настоящего времени).
В 1889 году лейтенантом Августом Фабрициусом на острове был основан зоопарк, а его первыми обитателями стали бурые медведи, привезённые из Карелии, соколы и павлины. Через год после открытия в коллекции зоопарка насчитывалось уже 90 особей животных сорока различных видов.
В 1919 году зоопарк перешёл из собственности компании Helsingin Anniskeluyhtiö в собственность города Хельсинки.
C 1998 года зоопарк участвует в программе охраны амурских тигров и леопардов «Amur Tiger and Leopard Alliance».

## Коллекция
В конце XIX столетия в зоопарке появились первые снежные барсы и в настоящее время почти все особи этого исчезающего вида, живущие в других зоопарках мира, являются их потомками (в хельсинкском зоопарке родилось более 140 особей).
К 1911 году зоопарк насчитывал более 600 особей, из них 43 вида млекопитающих и около 70 видов птиц.

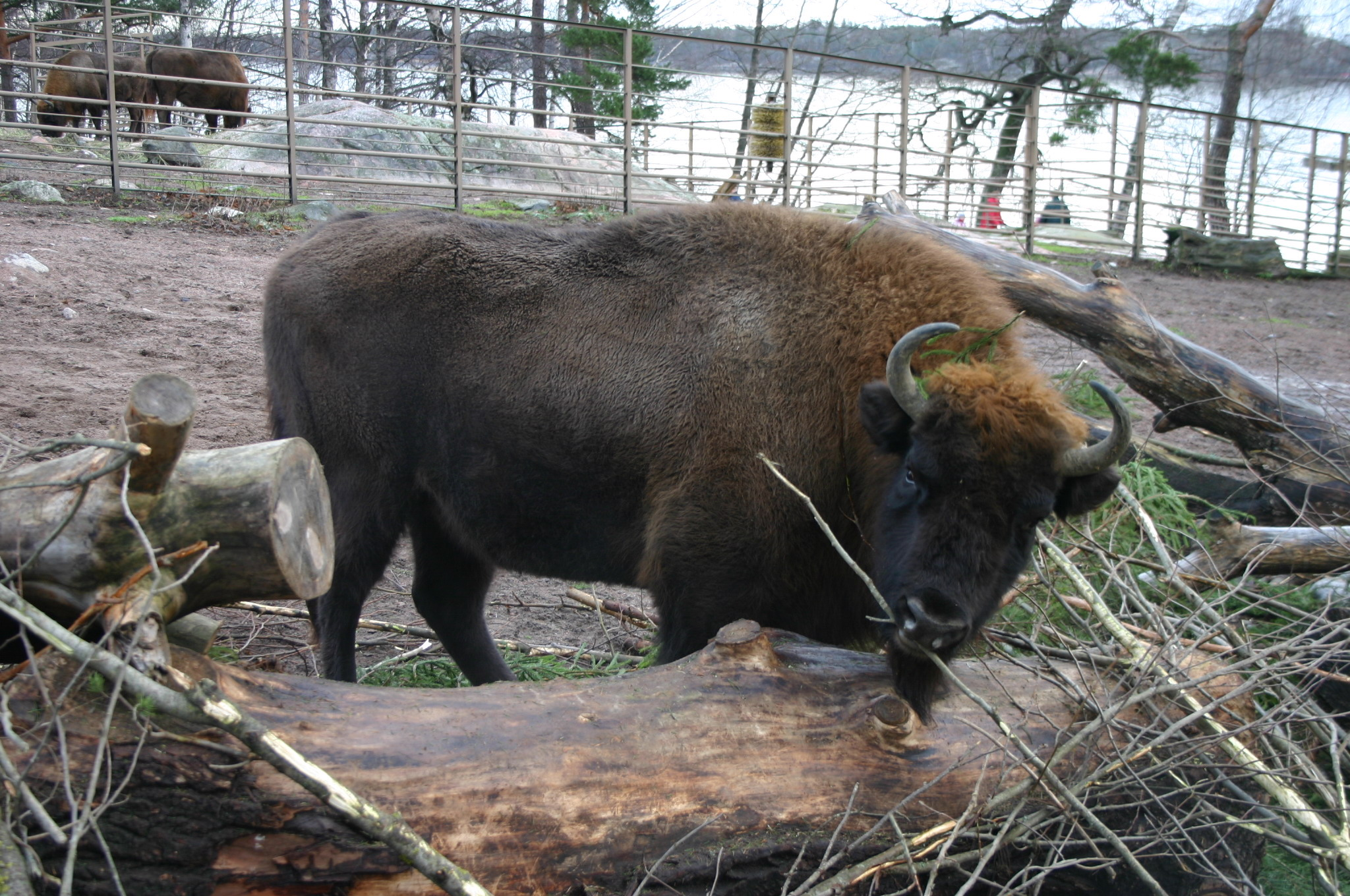
Зубр
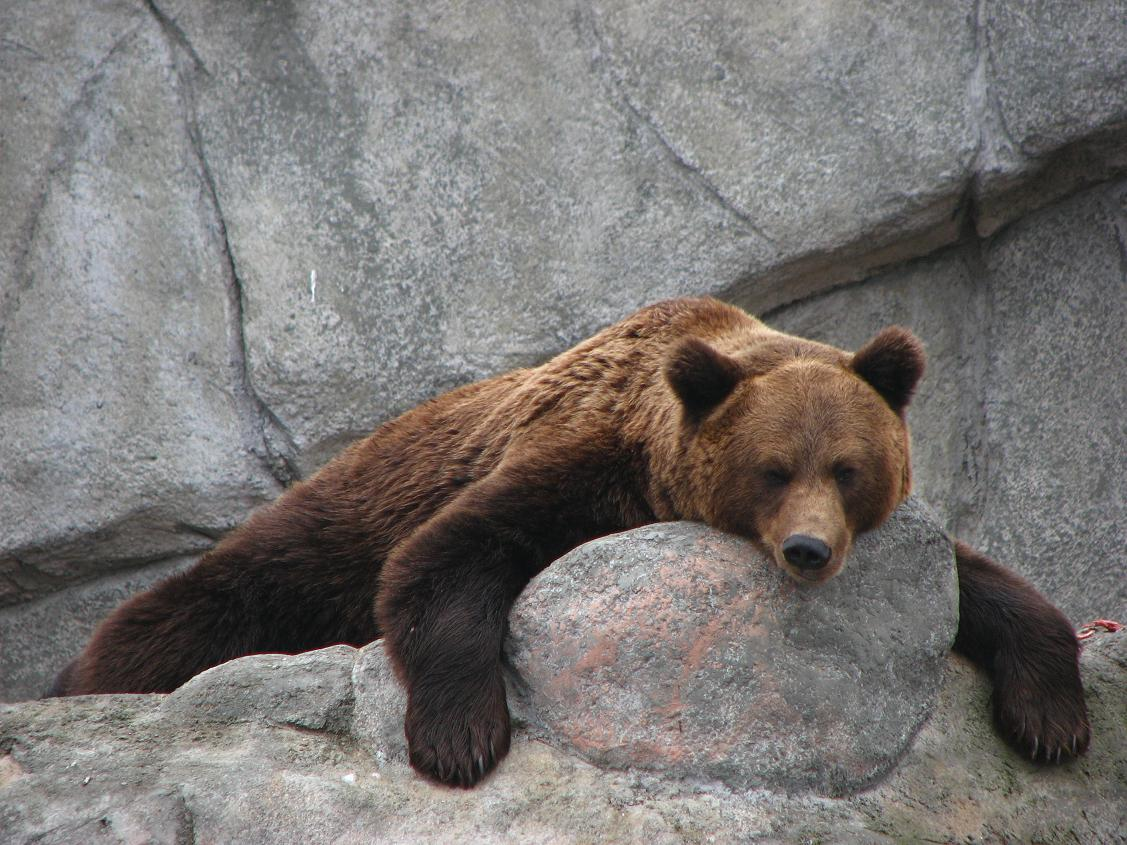
Бурый медведь
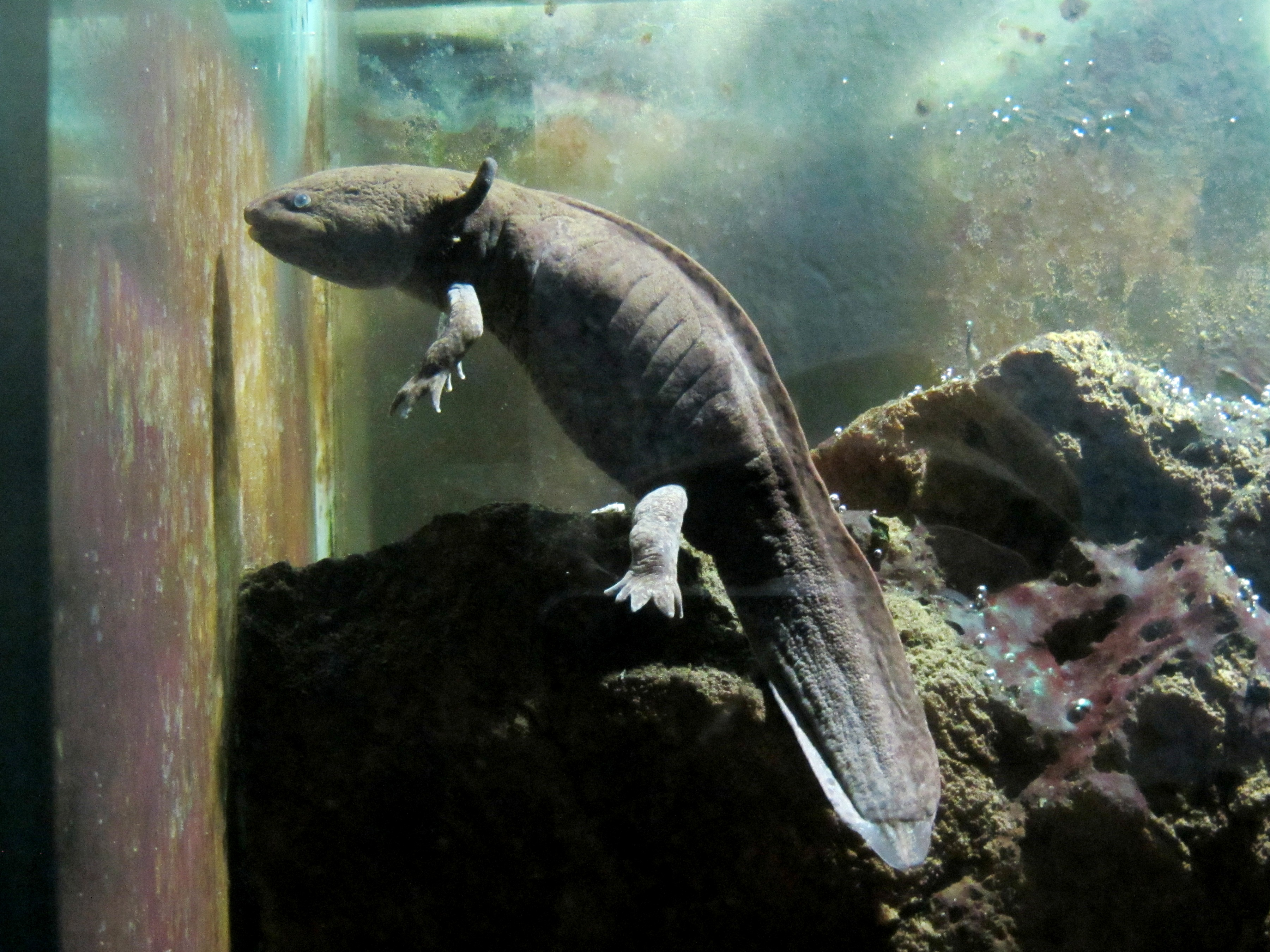
Мексиканский аксолотль

В 1960-е годы в зоопарке появились исчезающие в живой природе амурские леопарды, а позднее — амурские тигры, размножения которых удалось достигнуть в 1998 и 2016 годах. Также в коллекции зоопарка находятся амурские дикие коты.
В апреле 2010 года, из-за нападения лисицы, была уничтожена вся популяция чилийских фламинго (16 особей), в связи с чем в зоопарке была усилена охрана и видеонаблюдение за животными.
В 2014 году руководством зоопарка начато рассмотрение вопроса о приобретении в коллекцию особей большой панды. Также год стал богатым на радостные события: в семействе редких азиатских львов появился приплод, пара белоплечих орланов впервые вывела птенцов, а у карликовых игрунков родилась тройня. В 2007 и в 2016 годах было достигнуто размножение в неволе манулов, а в 2018 — джейранов.
В 2019 году, впервые в Финляндии, две самки маготов (берберских обезьян) принесли потомство. Также зоопарк пополнился особью маргая, прибывшего из зоопарка Уэльса.
В феврале 2020 года, поступивший в зоопарк с ранением самец сайменской нерпы, погиб от непроходимости кишечника.
В ноябре 2021 года из Таллинского зоопарка в Финляндию прибыли две особи европейской норки.

## Современность

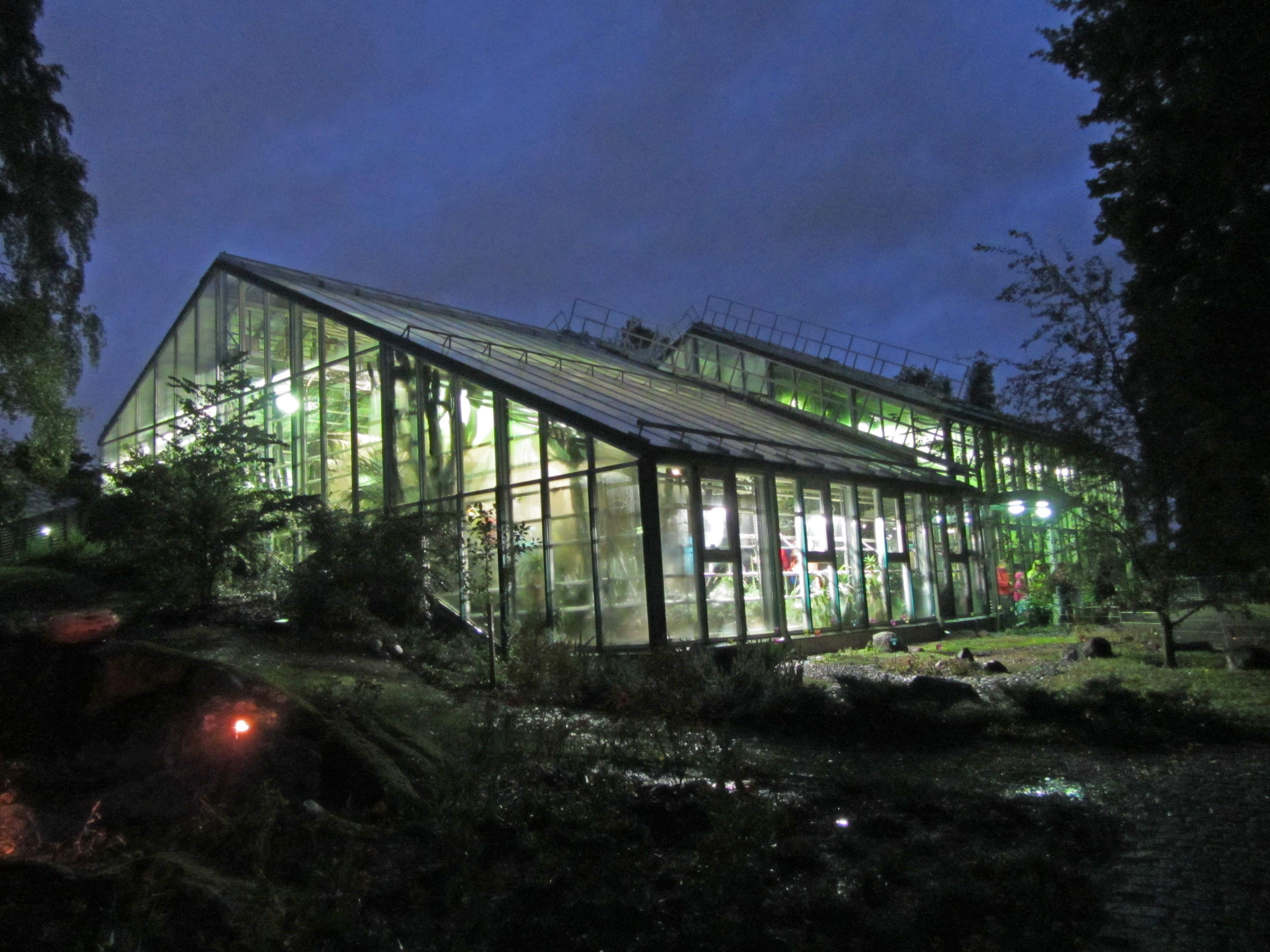
«Амазония»

В настоящее время зоопарк насчитывает более 200 различных видов животных (~ 2 тысячи особей). В 90-е годы XX века в зоопарке появились разделы, посвящённые животным и растениям различных стран и частей света.
В настоящее время зоопарк разделен на следующие тематические части:
- «Северные редкости» — редкие арктические животные
- «Долина кошачьих» — кошачьи всех цветов и размеров, от дикой кошки до уссурийского тигра. Особое внимание уделяется амурскому леопарду.
- «Плато Монголии» — степные животные Азии (в том числе лошадь Пржевальского[23] и др.)
- «Бореалия» — птицы и небольшие млекопитающие тропических лесов.
- «Местные жители» — млекопитающие, обитающие на Скандинавском полуострове.
- «Австралия» — звери и птицы Австралии.
- «Амазония» — попугаи, обезьяны, рептилии.
- «Северная Америка» — животные Северной Америки.
- «Африказия» — животные, птицы и насекомые африканских полупустынь и джунглей Южной Азии.

«Амазония» и «Африказия» — два крытых павильона, соединённых между собой подземным переходом. При входе в зал «Амазония» — небольшой холл со столами, стульями и микроволновкой для того, чтобы посетители зоопарка могли при необходимости покормить детей. Здесь же — забавный аттракцион «Пожертвуй монетку для биоразнообразия», пользующийся большой популярностью среди детей (запущенная в него монетка катится по сложной траектории, причём каждая по своей).
В летний сезон в зоопарке работает два кафе и два сувенирных магазина, один у пристани и один у касс. В зимний сезон работает одно кафе у медвежьего павильона и один сувенирный магазин у касс.
При зоопарке действует специальная больница по уходу за нуждающимися в помощи дикими животными. Ежегодно в Коркеасаари лечат примерно 1,3 тысячи зверей.
Входной билет для взрослых — 12 евро, представляет собой пластиковую карточку, которую надо опустить в турникет. Годовой абонемент — 50 евро. Дети до 6 лет — бесплатно, с 6 до 17 лет — 5 евро.

## Транспорт

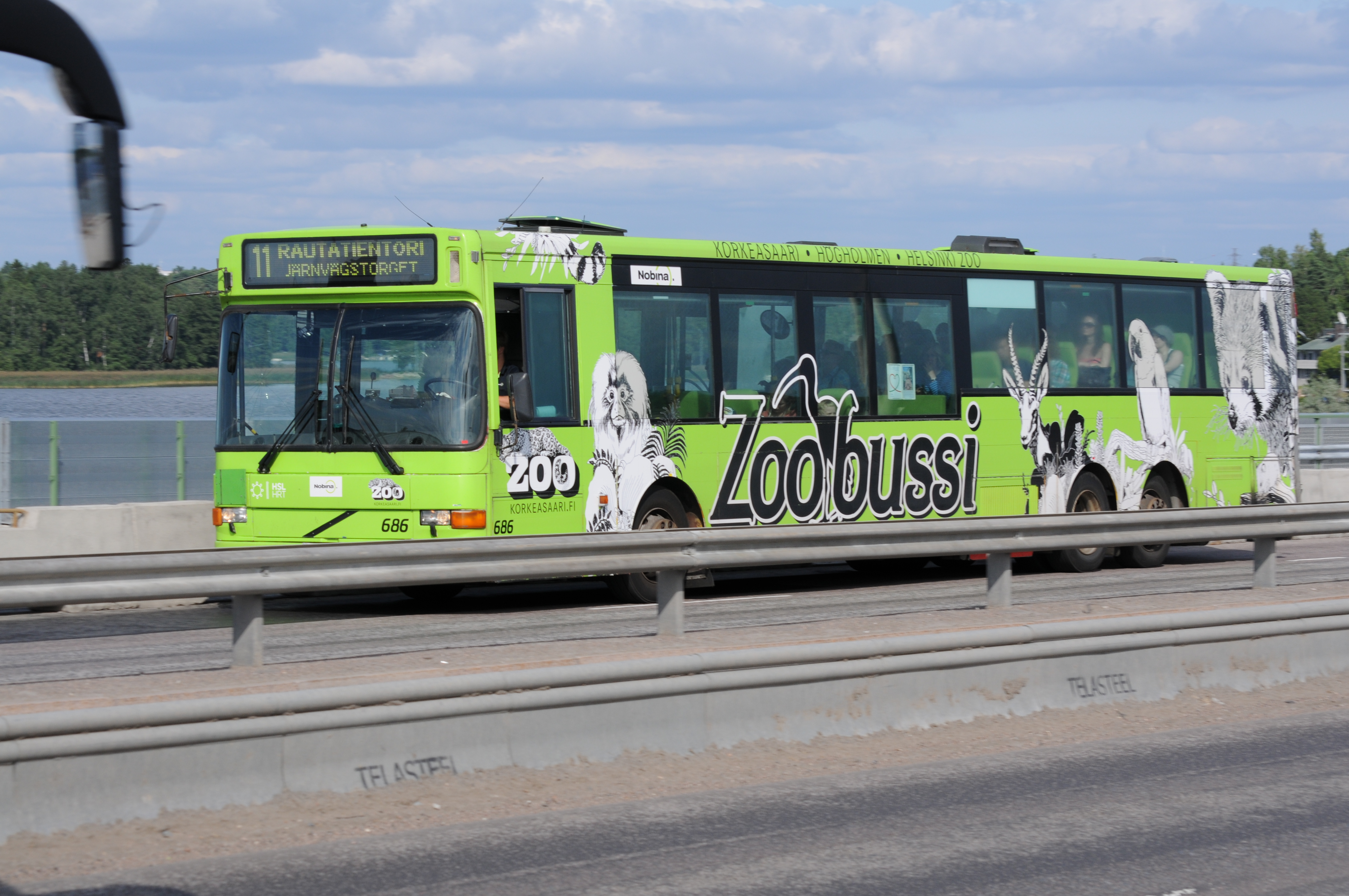

Добраться до зоопарка из центра Хельсинки можно на автобусе № 16, который ходит с платформы № 8 раз в 20 минут между Железнодорожным вокзалом и зоопарком (см. расписание  (автобус зелёного цвета с изображениями животных и надписью «Zoo»).
Также можно использовать Хельсинкское метро до станции «Кулосаари» и далее пешком около 2 км. Кроме того на специальном катере с Рыночной площади (только в летнее время с мая по сентябрь).
Пешеходно-велосипедный мост около входа в зоопарк соединяет микрорайоны Хельсинки Каласатама и Мустиккамаа.